# Jetdrift

En gasturbinjetmotor genererar jetdrift.

Reaktionsdrift leder hit. För den psykologiska försvarsmekanismen, se reaktionsbildning.
Jetdrift, reaktionsdrift, eller förkortat readrift, är ett framdrivningsförfarande där kraften erhålls från en vätske- eller gasstråle åt motsatt håll mot rörelseriktningen. Denna rörelsereaktion är en fysikalisk konsekvens av principen om bevarande av rörelsemängd och dragkraftens storlek är resultatet av impulsen, i detta fall massflödet, gånger hastigheten i strålen. Farkoster som drivs med jetdrift har en raketmotor, en jetmotor eller liknande tekniker. Det finns även ett antal djurgrupper, som bläckfiskar, sjöharar, fiskar och leddjur, som genom konvergent evolution utvecklat mekanismer för olika former av jetdrift.